# Kaïn (Burkina Faso)
Kaïn è un dipartimento del Burkina Faso classificato come comune, situato nella provincia di Yatenga, facente parte della Regione del Nord.
Il dipartimento si compone del capoluogo e di altri 12 villaggi: Alhamdou, Dore, Doubare, Kain–Ouro, Kaoussa, Mougounougoboko, Nenebouro, Nimborou, Sikende, Thou, Tiendre e Yense.